# Andrew Lawrence-King
Andrew Lawrence-King (Guernsey, 3 settembre 1959) è un arpista britannico, specialista in musica antica, attualmente direttore del The Harp Consort. Egli è anche un direttore d'orchestra che dirige da uno a diversi strumenti di basso continuo come arpa, organo, clavicembalo e salterio.

## Biografia
La sua carriera musicale lo vede iniziare come  direttore del coro nella Cattedrale di St Peter Port a Guernsey, dove vinse una borsa di studio per lo studio dell'organo al Selwyn College di Cambridge, dove si laureò in matematica, completando poi i suoi studi presso il London Early Music Centre
Divenne un esecutore di strumenti per basso continuo nei complessi più importanti d'Europa e nel 1988 foundò e divenne condirettore del gruppo Tragicomedia fino alla dissoluzione dello stesso. Passò quindi nel gruppo di Jordi Savall, Hespèrion XXI, come arpa solista, e divenne professore di arpa e continuo alla Akademie für Alte Musik di Brema. Alla fine degli anni novanta, gli succedette Hannelore Devaere.
Nel 1994 Andrew Lawrence-King costituì il suo personale ensembre, The Harp Consort, ed ottenne subito un contratto con la Deutsche Harmonia Mundi per una serie settennale di registrazioni tra le quali si ricordano Luz y Norte l'opera medioevale Ludus Danielis, l'Italian Concerto, nella veste di solista e direttore e La púrpura de la rosa (la prima New World opera).
Fra le sue incisioni si ricordano:
- The Harp of Luduvico (musica rinascimentale italiana e spagnola)
- La Harpe Royale (musica barocca francese),
- His Majesty's Harper (Dowland e Byrd)
- The Secret of the Semitones (Bach)
- Le quattro stagioni di Vivaldi
- Almira di Georg Friedrich Händel

Il gruppo The Harp Consort registra ora in esclusiva per Harmonia Mundi USA. La prima registrazione è stata Missa Mexicana: polifonia e danze popolari messicane del XVII secolo. Il loro secondo album, Miracles (canzoni di Gautier de Coincy, Priore di Vic del XIII secol) ha vinto il Duch "Edison" award. Il loro ultimo album è stato El Arte de Fantasía: danze, tientos e chansons dell'epoca d'oro spagnola.
Andrew Lawrence-King una produzione per il teatro dell'opera Euridice di Peri al Los Angeles Getty Centre, in occasione del 400º anniversario della prima opera e nello stesso anno diresse la Almira di Haendel ad Helsinki

## Direzioni
Ha diretto opere barocche ed oratori a:
- Teatro alla Scala, Milano
- Sydney Opera House
- Casals Hall, Tokyo
- Philharmonie Berlin
- Wiener Konzerthaus
- Carnegie Hall, New York
- Palacio de Bellas Artes, Città del Messico

## Discografia
- 1986 - Weihnachtliche Harfenklänge. The Harp At Christmastime (Ambitus)
- 1986 - The Service of Venus and Mars, con Gothic Voices (Hyperion)
- 1987 - Harp Music of the Italian Renaissance (Hyperion)
- 1990 - Diego Ortiz, Recercadas del Trattado de Glosas, con Jordi Savall, Ton Koopman, Lorenz Duftschmid, Rolf Lislevand e Paolo Pandolfo  (Astrée)
- 1992 - The Harp of Luduvíco: Fantasias, Arias and Toccatas by Frescobaldi & his predecessors (Hyperion)
- 1992 - Sigismondo d'India, Lamento d'Orfeo (Virgin Classics)
- 1995 - Stravaganze. 17th Century Italian Songs and Dances, con The King's Noyse (Harmonia Mundi)
- 1995 - Luis de Milán, Fantasies, Pavanes & Gallardes, con Jordi Savall (Astrée)
- 1995 - Exquisite Consorts, con The Harp Consort (Berlin Classics)
- 1995 - Lucas Ruiz de Ribayaz, Luz y norte, con The Harp Consort (Deutsche Harmonia Mundi)
- 1996 - La Harpe Royale (Deutsche Harmonia Mundi)
- 1996 - Carolan's Harp, con The Harp Consort (Deutsche Harmonia Mundi)
- 1996 - Georg Friedrich Händel, Almira, con Fiori Musicali (cpo)
- 1997 - Italian Concerto. The Italian "gusto" at home and abroad..., con The Harp Consort (Deutsche Harmonia Mundi)
- 1998 - Ludus Danielis - The Play of Daniel. A "medieval" opera from the 13th-century cathedral in Beauvais, con The Harp Consort (Deutsche Harmonia Mundi)
- 1998 - Die Davidsharfe. King's David Harp. Toccata, airs and dances by Bach, Buxtehude and Handel (Deutsche Harmonia Mundi)
- 1998 - Apollo's Banquet. 17th century music from the publications of John Playford, con David Douglass e Paul O'Dette (Harmonia Mundi)
- 1999 - His Majesty's Harper (Deutsche Harmonia Mundi)
- 1999 - La púrpura de la rosa (Deutsche Harmonia Mundi)
- 1999 - Il Zazzerino. Music of Jacopo Peri, con Ellen Hargis, Paul O'Dette e Hille Perl (Harmonia Mundi)
- 1999 - Johann Sebastian Bach, Der Fantasie der Chromatik - The Secret of the Semitones (Deutsche Harmonia Mundi)
- 2000 - Fire-Water. The Spirit of Renaissance Spain, con King's Singers (RCA Victor)
- 2003 - Wolcum Yule. Celtic and British Songs and Carols, con Anonymous 4 (Harmonia Mundi)
- 2004 - Luis Venegas de Henestrosa, El arte de fantasía, con The Harp Consort (Harmonia Mundi)
- 2005 - Les travailleurs de la mer. Ancient songs from a small island, con The Harp Consort (Harmonia Mundi)
- 2007 - Chorégraphie. Music for Louis XIV's dancing masters (Harmonia Mundi)
- 2010 - The Celtic Viol II, con Jordi Savall (Alia Vox)
- 2011 - Laudate Lux, musiche composte da Daniele Garella (La Tosca)
- 2012 - Deo gracias Anglia! Medieval English Carols, con Alamire (Obsidian)